# Ariel (casa discografica)
La Ariel è stata una casa discografica italiana, attiva tra il 1963 e il 1966, anno in cui chiuse per fallimento.

## Storia
La Ariel fu fondata nel 1963 da Gaetano Pulvirenti: quest'ultimo era l'ex direttore vendite della RCA Italiana, oltre che fondatore e proprietario di una grande società di distribuzione discografica (la Distribuzione Pulvirenti S.p.A.) e di altre etichette minori, tra cui la Karim (insieme ad altri soci) e, successivamente, la Roman Record Company (che, quando la Ariel fallirà, ne rileverà il catalogo).
Dal punto di vista aziendale, era una società per azioni con sede a Roma, in via Savoia 86, nella stessa sede della Distribuzione Pulvirenti.
Tra gli artisti che incisero per la Ariel, Rino Loddo con l'orchestra di Enrico Simonetti, e alcuni gruppi beat come I Barrittas di Benito Urgu e il cantautore Piero Ciampi che per due anni, dal 1964 al 1965, fu chiamato da Pulvirenti come direttore artistico; è durante questo periodo che Ciampi scrisse due canzoni interpretate dall'attrice Georgia Moll su un 45 giri pubblicato dalla Ariel, Ballata per un amore perduto e Nato in settembre. Autore della musica di quest'ultimo brano fu Elvio Monti, direttore d'orchestra e arrangiatore di molti dischi della Ariel.
Per le registrazioni dei propri artisti, la Ariel si appoggiava agli studi Dirmaphon, situati in via Pola a Roma, vecchi studi di registrazione della RCA Italiana prima di essere sostituiti da quelli al km 12 della via Tiburtina a Roma.
Tra i dischi pubblicati è di particolare rilievo collezionistico l'album collettivo La messa dei giovani, composta dal maestro Marcello Giombini. Il fenomeno delle messe beat era nato dal desiderio giovanile di poter pregare cantando e suonando con stili e strumenti moderni e venne accolto molto positivamente, tanto che, nel medesimo anno, venne eseguito a Roma il 27 aprile 1966 nella cappella Borromini, davanti a un folto pubblico e alla presenza dei mass media. La Duck Record lo ha ristampato in formato digitale.
Nel 1966 fallì improvvisamente, insieme alla Karim e alla Pulvirenti, e il catalogo fu rilevato due anni dopo dalla Roman Record Company.

## Dischi
La datazione qui riportata si basa sull'etichetta del disco o sulla copertina; qualora nessuno di questi elementi abbia una datazione, è basata sulla numerazione del catalogo; talora è, infine, basata sul codice della matrice di stampa. Se esistenti, sono riportati, oltre all'anno, il mese e il giorno (quest'ultimo dato si trova, a volte, stampato sul vinile).

### 33 giri
| Numero di catalogo | Anno | Interprete                                    | Titoli               |
| ------------------ | ---- | --------------------------------------------- | -------------------- |
| LNF 201            | 1966 | I Barrittas                                   | I Barrittas          |
| LNF 202            | 1966 | I Barrittas, The Bumpers e Angel & The Brains | La messa dei giovani |

### 45 giri
| Numero di catalogo | Anno | Interprete                                               | Titoli                                                            |
| ------------------ | ---- | -------------------------------------------------------- | ----------------------------------------------------------------- |
| NF 501             | 1964 | Piero Ciampi                                             | Un giorno o l'altro ti lascerò/E va bene                          |
| NF 502             | 1964 | Aldo Cioffi                                              | Il mare era blu/Ninna nanna per una donna sola                    |
| NF 503             | 1964 | Enrico Simonetti                                         | La Luna De Roma / Frascati La Nuit                                |
| NF 504             | 1964 | Rossella Como                                            | Frascati la nuit/La luna de Roma                                  |
| NF 505             | 1964 | I Barrittas                                              | Cambale twist/Whisky, birra e Johnny Cola                         |
| NF 506             | 1964 | Georgia Moll                                             | Ballata per un amore perduto (Ballade a Sylvie)/Nato in settembre |
| NF 507             | 1964 | Peter Tevis                                              | Io non sono quello/Il mondo passa                                 |
| NF 508             | 1964 | I Barrittas                                              | Ziu Paddori/La ballata di Efisineddu                              |
| NF 509             | 1965 | Piero Ciampi                                             | Ho bisogno di vederti/Chieder perdono no è peccato                |
| NF 511             | 1965 | Mario Grandi                                             | Nostalgia di Roma / Non ti scordar di me                          |
| NF 512             | 1965 | Plinio Maggi                                             | Una Storia Senza Fine / Non Sei Sola                              |
| NF 513             | 1965 | Ivana Salsi                                              | Di me/Aiutami o cielo                                             |
| NF 514             | 1965 | Ramon                                                    | Noi Due Soli / Addio Amore                                        |
| NF 517             | 1965 | Franca Duccio                                            | Senza te/Non mi puoi lasciare mai                                 |
| NF 518             | 1965 | Lilian Terry                                             | Questo amore è per sempre/Amore mio non mi lasciar                |
| NF 519             | 1965 | I Barrittas                                              | Su e giù/L'anellino                                               |
| NF 520             | 1965 | I Barrittas                                              | Angelo rosso/È colpa mia                                          |
| NF 521             | 1965 | Michele Lacerenza                                        | Colorado Charlie/Cita a Las Tres                                  |
| NF 522             | 1965 | Michele Lacerenza                                        | Concerto per te/Alba rossa                                        |
| NF 523             | 1965 | Enzo Conte                                               | Core 'e stu core/Quanta dulore                                    |
| NF 525             | 1965 | Cinque di stasera                                        | L'amore e il mare/Domani è festa                                  |
| NF 526             | 1965 | I Barrittas                                              | Mi seu fattu ai sposu/Arizona                                     |
| NF 527             | 1965 | I Barrittas                                              | Tabù/Rhonda, aiuto!                                               |
| NF 528             | 1965 | I Barrittas                                              | Sardegna mia/Ora ho capito                                        |
| NF 529             | 1965 | I Barrittas                                              | Non uccidere/L'anellino                                           |
| NF 531             | 1965 | Vittoria Arcuri                                          | Ti fermerò/Un amore diverso                                       |
| NF 532             | 1965 | Ivana Salsi                                              | Ora sono grande/Dovevi amarmi così                                |
| NF 534             | 1966 | Isa Di Marzio                                            | L'onomastico di papà/Una lacrima dal ciglio                       |
| NF 536             | 1966 | Michele Lacerenza                                        | Blue summer/Perché uccidi ancora                                  |
| NF 537             | 1966 | Marisa Colomber                                          | Il portacenere/Tutto quello che vuoi                              |
| NF 538             | 1966 | Lydia Raimondi                                           | Sola nel buio/Qualcuno dice                                       |
| NF 540             | 1966 | Mario Mineo                                              | La nuvola/La forza di vivere                                      |
| NF 544             | 1966 | Rino Loddo                                               | Sera/Selangor                                                     |
| NF 545             | 1966 | Rino Loddo                                               | Week end a Cortina/Quando mi vorrai                               |
| NF 551             | 1966 | Michele Lacerenza                                        | La tromba bianca/Il silenzio e tu                                 |
| NF 552             | 1966 | Michele Lacerenza                                        | Con il gik gik too/La tromba del cosacco                          |
| NF 556             | 1966 | Giorgio Prencipe                                         | Lo giuro su chi vuoi/Ti ricorderò                                 |
| NF 557             | 1966 | Johnny Piccolo (alias Rino Loddo)                        | Più che un amico/Il giorno del mai                                |
| NF 558             | 1966 | Elvio Monti e la sua orchestra                           | Blue concerto/Narcissus                                           |
| NF 562             | 1966 | I Barrittas                                              | Gloria (Gloria al Signore)/Agnus Dei (Agnello di Dio)             |
| NF 563             | 1966 | The Bumpers                                              | Sanctus/Credo                                                     |
| NF 564             | 1966 | Angel & The Brains                                       | Graduale (con voci di gioia)/Introito (penso pensieri di pace)    |
| NF 565             | 1966 | Jonica                                                   | Sei di cera/Ti vedrò ogni domenica                                |
| NF 567             | 1966 | Pippo Alan                                               | Un sorriso per te sola/Forse perché sei un angelo                 |
| NF 568             | 1966 | Rita Della Torre                                         | Vai pure via/Ti voglio ringraziare                                |
| NF 569             | 1966 | The Bumpers                                              | Bumper to bumper/Il quadro di Picasso                             |
| NF 570             | 1966 | The Bumpers                                              | Marion/Cupidation                                                 |
| NF 571             | 1966 | Angel & The Brains                                       | San Francesco/Volgi lo sguardo a me                               |
| NF 575             | 1966 | Angel & The Brains (sul lato A)/Gloria Paul (sul lato B) | I due figli di Ringo/I due figli di Ringo                         |

### 45 giri serieCampo De' Fiori
La serie Campo De' Fiori, con numero di catalogo con il prefisso CF, era dedicata alla canzone popolare romana.
| Numero di catalogo | Anno | Interprete      | Titoli                                |
| ------------------ | ---- | --------------- | ------------------------------------- |
| CF 2001            | 1965 | Giorgio Onorato | Affaccete nunziata/Serenata romanesca |
| CF 2002            | 1965 | Isa Di Marzio   | Porta Portese/Buon giorno Roma mia    |

### 45 giri con numerazione speciale
| Numero di catalogo | Anno | Interprete   | Titoli                                    |
| ------------------ | ---- | ------------ | ----------------------------------------- |
| KA 3301            | 1966 | Chicco       | Non mi pentirò/Se tu mi vuoi avere per te |
| KA 3302            | 1966 | Plinio Maggi | Una storia senza fine/Sei sola            |